# Libčany
Libčany är en ort i Tjeckien. Den ligger i den centrala delen av landet, 90 km öster om huvudstaden Prag. Libčany ligger 280 meter över havet och antalet invånare är 778.
Terrängen runt Libčany är huvudsakligen platt. Libčany ligger uppe på en höjd.Runt Libčany är det ganska tätbefolkat, med 116 invånare per kvadratkilometer. Närmaste större samhälle är Hradec Králové, 10,0 km öster om Libčany. Trakten runt Libčany består till största delen av jordbruksmark.